# Chiesa di San Giovanni Evangelista (Scicli)
La chiesa di San Giovanni Evangelista si trova a Scicli, nel Libero consorzio comunale di Ragusa, sul fianco sinistro di Palazzo Palle, la sede municipale. Precedentemente era annessa al monastero delle Benedettine, demolito agli inizi del Novecento per lasciare posto alla Residenza Comunale, edificata tra il 1902 e il 1906.

## Storia
L'edificazione della chiesa iniziò tra il 1760 ed il 1765, sotto la direzione dell'architetto Fra Alberto Maria di San Giovanni Battista, carmelitano di Scicli, nonostante vi siano elementi che riconducono alle architetture dell'ingegnere Vincenzo Sinatra di Noto. Nel 1776 con la conclusione degli stucchi di Giovanni Gianforma e dell'affresco della volta, terminarono i lavori di costruzione dell'edificio. Le ultime decorazioni interne, quali stucchi e dorature, furono operati nel 1854.
L'attuale chiesa è frutto di numerose ricostruzioni effettuate tra la prima metà del Settecento e i primi anni del XIX secolo. Grazie alle donazioni concesse nel 1651 dalla baronessa di Donnabruna, Donna Giovanna Distefano, moglie di don Girolamo Ribera, fu avviata la costruzione del monastero e della vecchia chiesa; dopo il sisma del 1693 fu realizzata la facciata concavo-convessa a tre ordini, che riporta influssi borrominiani (si veda la chiesa di San Carlo alle Quattro Fontane a Roma). Nel presbiterio della chiesa conventuale si conserva il sepolcro di don Guglielmo Distefano e di Eleonora Paternò e Tornabene, vedova del Principe di Biscari; il cartiglio epigrafico commemorativo, per quanto danneggiato dall'usura, è ancora perfettamente visibile.

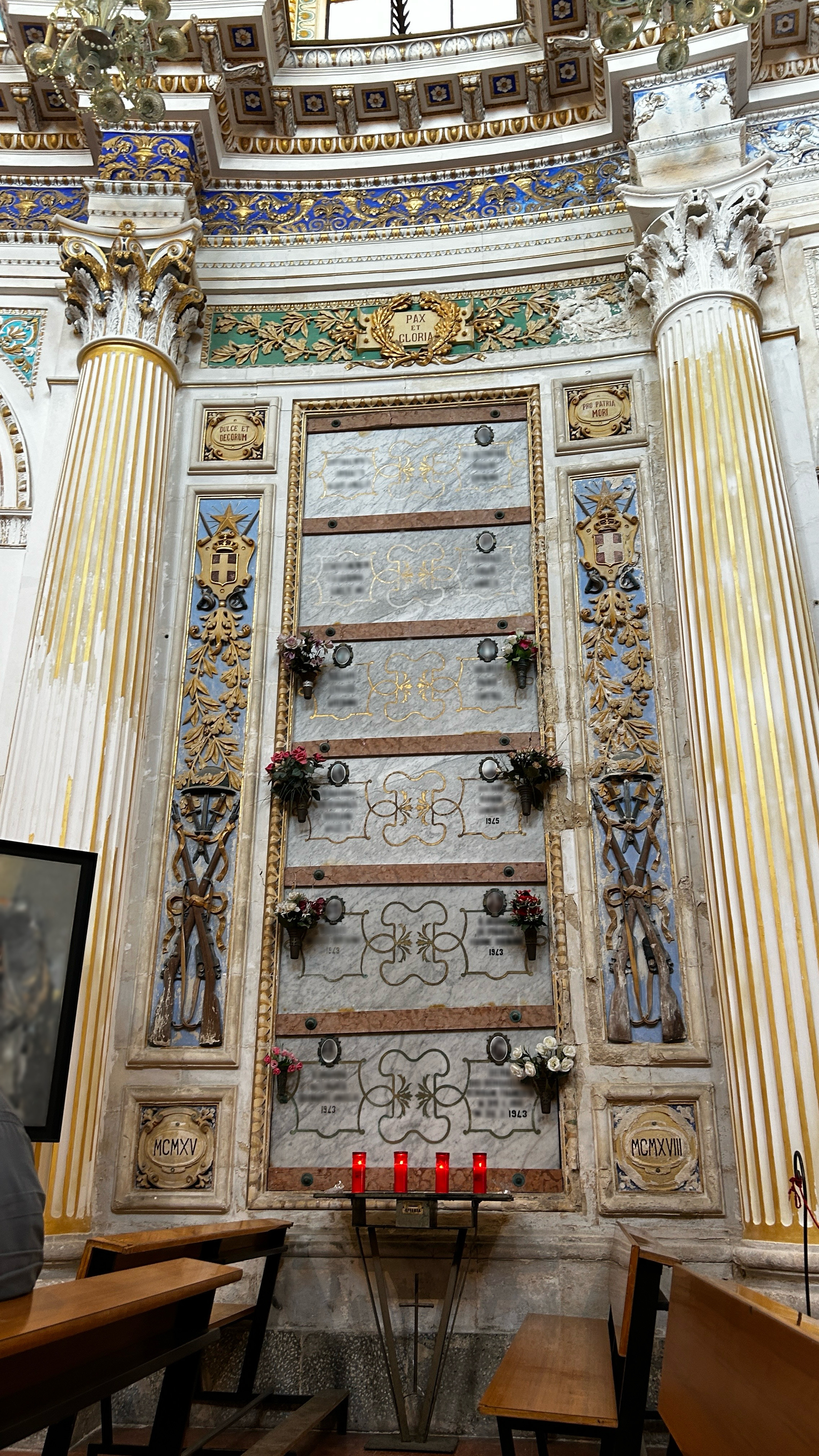
Sacrario dei Caduti nelle due Guerre Mondiali, all’interno della chiesa, 2023

Dal 1918 la chiesa svolge anche la funzione di Pantheon, avendo ricevuto numerose spoglie di soldati sciclitani caduti nella Prima e nella Seconda guerra mondiale. È inoltre la chiesa dove si svolgono le cerimonie ufficiali del Comune di Scicli.

## Descrizione

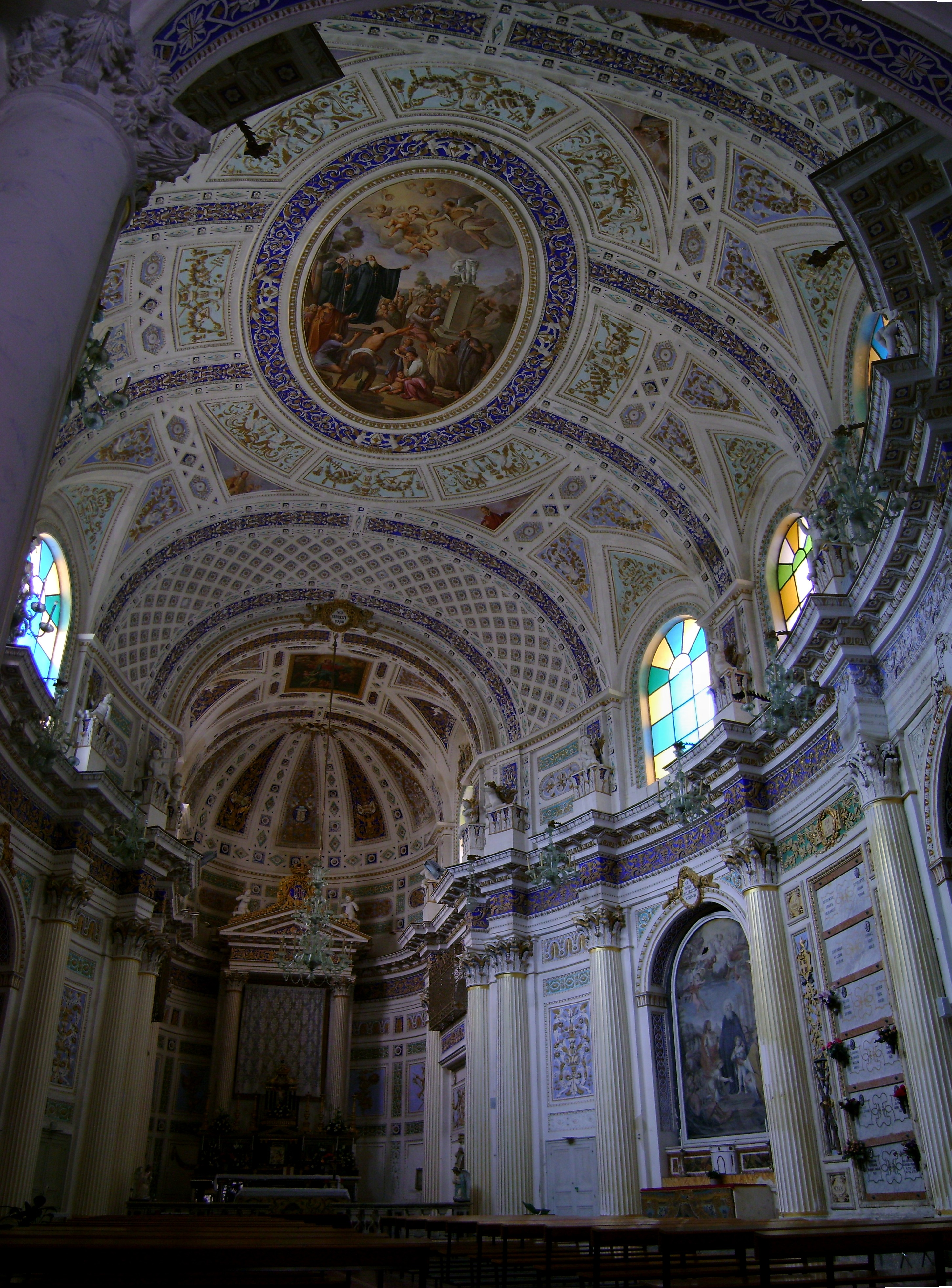
Interno della chiesa, 2009

Presenta gli elementi tipici del barocco siciliano, quali il prospetto aggettante sulla strada ed incombente sullo spettatore e la scalinata da cui si raggiunge il portale.
Il primo ordine della facciata è scandito da colonne ioniche, tra cui si apre al centro il portale d'ingresso. Il secondo ordine è invece percorso da una gelosia in ferro battuto già di chiaro gusto ottocentesco.
L'interno, a pianta ovale, è coperto da una cupola, sulla cui imposta si aprono i finestroni. L'aula è preceduta da un endonartece ed è conclusa da un'abside connesso al grande spazio ovale tramite un arco trionfale trattato alla stregua del boccascena di un teatro lirico, non sorprende per un'architettura barocca di tale pregio. Vi è custodito un organo a canne risalente al 1841, opera di Salvatore Andronico Battaglia da Palermo. Nella sagrestia si trova invece un dipinto del Cristo di Burgos di origine spagnola, risalente al XVII secolo, che la gente chiama il Cristo in gonnella per la veste sacerdotale lunga fino alle caviglie.
Una delle caratteristiche più evidenti di questo edificio, comune tra l'altro a numerosi edifici settecenteschi del Val di Noto, è una sorta di discordanza stilistica, poetica tra elemento architettonico ed impianto decorativo. Non bisogna dimenticare che i cantieri settecenteschi si sono protratti lungo tutto il XVIII secolo per quanto riguarda gli elementi strutturali e abbondantemente nel XIX secolo per il completamento dell'apparato decorativo: affreschi, stucchi, dorature. Di certo la struttura della chiesa è stata conclusa intorno ai primi dell'800: in cima alla cella campanaria, già dalle forme più squadrate e razionali, campeggia la data 1803. Il ciclo decorativo dell'interno, più tardo, ha difficoltà a interpretare la struttura architettonica barocca dell'edificio, accentrata sull'aula ovale sormontata dalla sua chiara cupola di stucco. I decoratori neoclassici hanno preferito sottolineare la dimensione longitudinale dell'aula (alla stregua di qualsiasi altro spazio a pianta rettangolare) tramite potenti fasce trasversali che si collegano con il tondo sommitale, piuttosto che enfatizzare la forza centripeta della cupola.